# 滝水村
滝水村（たきみずむら）は、熊本県の中部、上益城郡にあった村である。

## 歴史
- 1940年4月1日 - 上益城郡滝尾村と水越村が合併し滝水村が成立。
- 1955年1月1日 - 上益城郡御船町、七滝村、木倉村、高木村、豊秋村、小坂村、陣村と合併し御船町となる。